# Szlakiem Grodów Piastowskich 2014
De 49e editie van de Szlakiem Grodów Piastowskich vond in 2014 plaats van 9 tot en met 11 mei. De start was in Świdnica, de finish in Polkowice. De ronde maakte deel uit van de UCI Europe Tour 2014, in de categorie 2.1. In 2013 won de Tsjech Jan Bárta. Dit jaar won de thuisrijder Mateusz Taciak.

## Deelnemende ploegen
| ProContinentaal      | Continentaal           | Nationaal   |
| -------------------- | ---------------------- | ----------- |
| CCC Polsat Polkowice | ActiveJet              | Polen U23   |
|                      | BDC Marcpol            | Wit-Rusland |
|                      | Mexller                |             |
|                      | Wibatech Fuji Zory     |             |
|                      | Bauknecht-Author       |             |
|                      | Christina Watches-Kuma |             |
|                      | Dukla Praka            |             |
|                      | Dukla Trenčín Trek     |             |
|                      | Etixx                  |             |
|                      | Meridiana Kamen        |             |
|                      | Stölting               |             |
|                      | Tirol                  |             |
|                      | Vini-Fantini-Nippo     |             |

## Etappe-overzicht
| etappe | datum  | start     | finish      | type                | afstand  | winnaar                | klassementsleider |
| ------ | ------ | --------- | ----------- | ------------------- | -------- | ---------------------- | ----------------- |
| 1e     | 9 mei  | Świdnica  | Dzierżoniów | Heuvelrit           | 156,7 km | Grega Bole             | Grega Bole        |
| 2e     | 10 mei | Złotoryja | Polkowice   | Heuvelrit           | 161,7 km | Asbjørn Kragh Andersen | Grega Bole        |
| 3e     | 11 mei | Polkowice | Polkowice   | Individuele tijdrit | 30,2 km  | Stefan Schumacher      | Mateusz Taciak    |

## Etappe-uitslagen

### 1e etappe
| Świdnica - Dzierżoniów (156,7 km) |                      |                      |          |
| Plaats                            | Naam                 | Ploeg                | Tijd     |
| Winnaar                           | Grega Bole           | Vini-Fantini-Nippo   | 4u02'18" |
| 2                                 | Davide Rebellin      | CCC Polsat Polkowice | z.t.     |
| 3                                 | Josef Benetseder     | Tirol                | z.t.     |
| 4                                 | Antonio Santoro      | Meridiana Kamen      | z.t.     |
| 5                                 | Marek Rutkiewicz     | CCC Polsat Polkowice | z.t.     |
| 6                                 | Silvio Herklotz      | Stölting             | z.t.     |
| 7                                 | Mateusz Taciak       | CCC Polsat Polkowice | z.t.     |
| 8                                 | Jan Hirt             | Etixx                | z.t.     |
| 9                                 | Thomas Koep          | Stölting             | + 42"    |
| 10                                | Eduard-Michael Grosu | Vini-Fantini-Nippo   | z.t.     |

| Algemeen klassement |                  |                      |          |
| Plaats              | Naam             | Ploeg                | Tijd     |
| Gouden trui         | Grega Bole       | Vini-Fantini-Nippo   | 4u02'08" |
| 2                   | Davide Rebellin  | CCC Polsat Polkowice | + 4"     |
| 3                   | Josef Benetseder | Tirol                | + 6"     |
| 4                   | Antonio Santoro  | Meridiana Kamen      | + 10"    |
| 5                   | Mateusz Taciak   | CCC Polsat Polkowice | z.t.     |
| 6                   | Marek Rutkiewicz | CCC Polsat Polkowice | z.t.     |
| 7                   | Silvio Herklotz  | Stölting             | z.t.     |
| 8                   | Jan Hirt         | Etixx                | z.t.     |
| 9                   | Paweł Bernas     | BDC Marcpol          | + 47"    |
| 10                  | Kamil Gradek     | BDC Marcpol          | + 50"    |

### 2e etappe
| Złotoryja - Polkowice (161,7 km) |                        |                        |          |
| Plaats                           | Naam                   | Ploeg                  | Tijd     |
| Winnaar                          | Asbjørn Kragh Andersen | Christina Watches-Kuma | 3u46'32" |
| 2                                | Eryk Latoń             | BDC Marcpol            | z.t.     |
| 3                                | Phil Bauhaus           | Stölting               | z.t.     |
| 4                                | Bartłomiej Matysiak    | CCC Polsat Polkowice   | z.t.     |
| 5                                | Yuriy Vasyliv          | Stölting               | z.t.     |
| 6                                | Enrico Rossi           | Christina Watches-Kuma | z.t.     |
| 7                                | Eduard-Michael Grosu   | Vini-Fantini-Nippo     | z.t.     |
| 8                                | Marek Rutkiewicz       | CCC Polsat Polkowice   | z.t.     |
| 9                                | Davide Mucelli         | Meridiana Kamen        | z.t.     |
| 10                               | Jarosław Marycz        | CCC Polsat Polkowice   | z.t.     |

| Algemeen klassement |                      |                      |          |
| Plaats              | Naam                 | Ploeg                | Tijd     |
| Gouden trui         | Grega Bole           | Vini-Fantini-Nippo   | 7u48'40" |
| 2                   | Davide Rebellin      | CCC Polsat Polkowice | + 4"     |
| 3                   | Jan Hirt             | Etixx                | + 10"    |
| 4                   | Silvio Herklotz      | Stölting             | z.t.     |
| 5                   | Mateusz Taciak       | CCC Polsat Polkowice | z.t.     |
| 6                   | Marek Rutkiewicz     | CCC Polsat Polkowice | z.t.     |
| 7                   | Antonio Santoro      | Meridiana Kamen      | z.t.     |
| 8                   | Paweł Bernas         | BDC Marcpol          | + 47"    |
| 9                   | Eduard-Michael Grosu | Vini-Fantini-Nippo   | + 50"    |
| 10                  | Kamil Gradek         | BDC Marcpol          | z.t.     |

### 3e etappe
| Polkowice - Polkowice (30,2 km (ITT)) |                          |                        |         |
| Plaats                                | Naam                     | Ploeg                  | Tijd    |
| Winnaar                               | Stefan Schumacher        | Christina Watches-Kuma | 38'31"  |
| 2                                     | Mateusz Taciak           | CCC Polsat Polkowice   | + 3"    |
| 3                                     | Nils Politt              | Stölting               | + 11"   |
| 4                                     | Marek Rutkiewicz         | CCC Polsat Polkowice   | + 26"   |
| 5                                     | Kamil Gradek             | BDC Marcpol            | + 37"   |
| 6                                     | Silvio Herklotz          | Stölting               | + 38"   |
| 7                                     | Andrzej Bartkiewicz      | Polen                  | + 39"   |
| 8                                     | Blaž Furdi               | Meridiana Kamen        | + 54"   |
| 9                                     | Przemysław Kasperkiewicz | Bauknecht-Author       | + 1'04" |
| 10                                    | Eryk Latoń               | BDC Marcpol            | + 1'16" |

## Eindklassementen
| Plaats      | Naam                 | Ploeg                  | Tijd     |
| ----------- | -------------------- | ---------------------- | -------- |
| Gouden trui | Mateusz Taciak       | CCC Polsat Polkowice   | 8u27'24" |
| 2           | Marek Rutkiewicz     | CCC Polsat Polkowice   | + 23"    |
| 3           | Silvio Herklotz      | Stölting               | + 35"    |
| 4           | Kamil Gradek         | BDC Marcpol            | + 1'14"  |
| 5           | Davide Rebellin      | CCC Polsat Polkowice   | + 1'34"  |
| 6           | Jan Hirt             | Etixx                  | + 1'47"  |
| 7           | Paweł Cieślik        | Bauknecht-Author       | + 1'56"  |
| 8           | Tomasz Marczyński    | CCC Polsat Polkowice   | z.t.     |
| 9           | Jarosław Marycz      | CCC Polsat Polkowice   | + 1'57"  |
| 10          | Eduard-Michael Grosu | Vini-Fantini-Nippo     | + 2'05"  |
| 11          | Paweł Bernas         | BDC Marcpol            | + 2'29"  |
| 12          | Alessandro Mazzi     | Utensilnord            | + 2'37"  |
| 13          | Markus Hoelgaard     | Etixx                  | + 2'38"  |
| 14          | Thomas Koep          | Stölting               | + 2'40"  |
| 15          | Grega Bole           | Vini-Fantini-Nippo     | + 2'42"  |
| 16          | Constantino Zaballa  | Christina Watches-Kuma | + 2'51"  |
| 17          | Antonio Santoro      | Meridiana Kamen        | + 3'16"  |
| 18          | Łukasz Bodnar        | ActiveJet              | + 3'28"  |
| 19          | Davide Mucelli       | Meridiana Kamen        | + 3'29"  |
| 20          | Karel Hník           | Etixx                  | + 3'46"  |

| Plaats      | Naam                 | Ploeg                | Punten |
| ----------- | -------------------- | -------------------- | ------ |
| Blauwe trui | Marek Rutkiewicz     | CCC Polsat Polkowice | 46     |
| 2           | Mateusz Taciak       | CCC Polsat Polkowice | 33     |
| 3           | Eduard-Michael Grosu | Vini-Fantini-Nippo   | 31     |

| Plaats      | Naam             | Ploeg                | Punten |
| ----------- | ---------------- | -------------------- | ------ |
| Oranje trui | Łukasz Owsian    | CCC Polsat Polkowice | 28     |
| 2           | Marek Rutkiewicz | CCC Polsat Polkowice | 25     |
| 3           | Maciej Paterski  | CCC Polsat Polkowice | 17     |

| Plaats     | Naam                 | Ploeg              | Tijd     |
| ---------- | -------------------- | ------------------ | -------- |
| Witte trui | Silvio Herklotz      | Stölting           | 8u27'56" |
| 2          | Eduard-Michael Grosu | Vini-Fantini-Nippo | + 1'30"  |
| 3          | Markus Hoelgaard     | Etixx              | + 2'03"  |

## Klassementenverloop
| Etappe       | Winnaar                | Algemeen klassement · | Puntenklassement · | Bergklassement · | Jongerenklassement · | Ploegenklassement    |
| ------------ | ---------------------- | --------------------- | ------------------ | ---------------- | -------------------- | -------------------- |
| 1            | Grega Bole             | Grega Bole            | Grega Bole         | Marek Rutkiewicz | Silvio Herklotz      | CCC Polsat Polkowice |
| 2            | Asbjørn Kragh Andersen | Grega Bole            | Marek Rutkiewicz   | Łukasz Owsian    | Silvio Herklotz      | CCC Polsat Polkowice |
| 3            | Stefan Schumacher      | Mateusz Taciak        | Marek Rutkiewicz   | Łukasz Owsian    | Silvio Herklotz      | CCC Polsat Polkowice |
| 0Eindstanden | 0Eindstanden           | Mateusz Taciak        | Marek Rutkiewicz   | Łukasz Owsian    | Silvio Herklotz      | CCC Polsat Polkowice |

## UCI Europe Tour
In deze Szlakiem Grodów Piastowskich zijn punten te verdienen voor de ranking in de UCI Europe Tour 2014. Enkel renners die uitkomen voor een (pro-)continentale ploeg, maken aanspraak om punten te verdienen.
| Positie                      | 1e | 2e | 3e | 4e | 5e | 6e | 7e | 8e | 9e | 10e | 11e | 12e |
| Eindklassement               | 80 | 56 | 32 | 24 | 20 | 16 | 12 | 8  | 7  | 6   | 5   | 3   |
| Per etappe                   | 16 | 11 | 6  | 5  | 4  | 2  |    |    |    |     |     |     |
| Drager leiderstrui (per dag) | 8  |    |    |    |    |    |    |    |    |     |     |     |

| #  | Renner                 | Ploeg                  | Punten |
| -- | ---------------------- | ---------------------- | ------ |
| 1  | Mateusz Taciak         | CCC Polsat Polkowice   | 91     |
| 2  | Marek Rutkiewicz       | CCC Polsat Polkowice   | 65     |
| 3  | Silvio Herklotz        | Stölting               | 36     |
| 4  | Grega Bole             | Vini-Fantini-Nippo     | 32     |
| 5  | Davide Rebellin        | CCC Polsat Polkowice   | 31     |
| 6  | Kamil Gradek           | BDC Marcpol            | 28     |
| 7  | Asbjørn Kragh Andersen | Christina Watches-Kuma | 16     |
| 7  | Stefan Schumacher      | Christina Watches-Kuma | 16     |
| 7  | Jan Hirt               | Etixx                  | 16     |
| 10 | Paweł Cieślik          | Bauknecht-Author       | 12     |
| 11 | Eryk Latoń             | BDC Marcpol            | 11     |
| 12 | Tomasz Marczyński      | CCC Polsat Polkowice   | 8      |
| 13 | Jarosław Marycz        | CCC Polsat Polkowice   | 7      |
| 14 | Josef Benetseder       | Tirol                  | 6      |
| 14 | Phil Bauhaus           | Stölting               | 6      |
| 14 | Nils Politt            | Stölting               | 6      |
| 14 | Eduard-Michael Grosu   | Vini-Fantini-Nippo     | 6      |
| 18 | Antonio Santoro        | Meridiana Kamen        | 5      |
| 18 | Bartłomiej Matysiak    | CCC Polsat Polkowice   | 5      |
| 18 | Paweł Bernas           | BDC Marcpol            | 5      |
| 21 | Yuriy Vasyliv          | Stölting               | 4      |
| 22 | Alessandro Mazzi       | Utensilnord            | 3      |
| 23 | Enrico Rossi           | Christina Watches-Kuma | 2      |

2005 ·
2006 ·
2007 ·
2008 ·
2009 ·
2010 ·
2011 ·
2012 ·
2013 ·
2014 ·
2015 ·
2016 ·
2017 ·
2018 ·
2019 ·
2020 ·
2021
Etappewedstrijden

 Ster van Bessèges ·
 Ronde van de Middellandse Zee ·
 Ruta del Sol ·
 Ronde van de Algarve ·
 Ronde van de Haut-Var ·
 Driedaagse van West-Vlaanderen ·
 Internationale Wielerweek ·
 Internationaal Wegcriterium ·
 Driedaagse van De Panne-Koksijde ·
 Ronde van de Sarthe ·
 Ronde van Trentino ·
 Ronde van Turkije ·
 Vierdaagse van Duinkerke ·
 Ronde van Azerbeidzjan ·
 Szlakiem Grodów Piastowskich ·
 Ronde van Castilië en León ·
 Ronde van Picardië ·
 Ronde van Noorwegen ·
 World Ports Classic ·
 Ronde van Beieren ·
 Ronde van België ·
 Tour des Fjords ·
 Ronde van Estland ·
 Ronde van Luxemburg ·
 Boucles de la Mayenne ·
 Ster ZLM Toer ·
 Ronde van Slovenië ·
 Route du Sud ·
 Ronde van Oostenrijk ·
 Sibiu Cycling Tour ·
 Ronde van Wallonië ·
 Ronde van Portugal ·
 Ronde van Denemarken ·
 Ronde van de Ain ·
 Ronde van Burgos ·
 Arctic Race of Norway ·
 Ronde van de Limousin ·
 Ronde van Poitou-Charentes ·
 Ronde van Groot-Brittannië ·
 Ronde van Gévaudan Languedoc-Roussillon ·
 Eurométropole Tour
Eendaagse wedstrijden

 GP La Marseillaise ·
 Grote Prijs van de Etruskische Kust ·
 Trofeo Palma ·
 Trofeo Ses Salines ·
 Trofeo Serra de Tramuntana ·
 Trofeo Platja de Muro ·
 Trofeo Laigueglia ·
 Ronde van Murcia ·
 Omloop Het Nieuwsblad ·
 Classic Sud Ardèche ·
 GP Lugano ·
 Clásica de Almería ·
 Kuurne-Brussel-Kuurne ·
 La Drôme Classic ·
 Le Samyn ·
 GP Città di Camaiore ·
 Strade Bianche ·
 Roma Maxima ·
 Ronde van Drenthe ·
 Dwars door Drenthe ·
 Nokere Koerse ·
 GP Nobili Rubinetterie ·
 Handzame Classic ·
 Classic Loire-Atlantique ·
 Grote Prijs van Cholet-Pays de Loire ·
 Dwars door Vlaanderen ·
 Route Adélie de Vitré ·
 Volta Limburg Classic ·
 Grote Prijs Miguel Indurain ·
 Ronde van La Rioja ·
 Scheldeprijs ·
 GP Cerami ·
 Klasika Primavera ·
 Parijs-Camembert ·
 Brabantse Pijl ·
 GP Denain ·
 Ronde van de Finistère ·
 Tro Bro Léon ·
 Ronde van Keulen ·
 La Roue Tourangelle ·
 Rund um den Finanzplatz Eschborn-Frankfurt ·
 Ronde van de Somme ·
 ProRace Berlin ·
 Grote Prijs van Plumelec ·
 Boucles de l'Aulne ·
 Ronde van Zeeland Seaports ·
 GP Kanton Aargau ·
 Ronde van Limburg ·
 Ronde van de Apennijnen ·
 Halle-Ingooigem ·
 Prueba Villafranca de Ordizia ·
 GP Industria & Artigianato-Larciano ·
 Ronde van Toscane ·
 Circuito de Getxo ·
 Polynormande ·
 RideLondon Classic ·
 GP Stad Zottegem ·
 Arnhem-Veenendaal Classic ·
 Châteauroux Classic de l'Indre ·
 Druivenkoers Overijse ·
 Brussels Cycling Classic ·
 GP Fourmies ·
 Ronde van de Doubs ·
 GP Jef Scherens ·
 Coppa Bernocchi ·
 GP van Wallonië ·
 Coppa Agostoni ·
 Ronde van de Drie Valleien ·
 Kampioenschap van Vlaanderen ·
 Grote Prijs Impanis-Van Petegem ·
 Memorial Marco Pantani ·
 GP Industria & Commercio di Prato ·
 GP van Isbergues ·
 Omloop van het Houtland ·
 Duo Normand ·
 Milaan-Turijn ·
 Ronde van het Münsterland ·
 Ronde van de Vendée ·
 Memorial Frank Vandenbroucke ·
 Coppa Sabatini ·
 Parijs-Bourges ·
 Ronde van Emilia ·
 Parijs-Tours ·
 GP Beghelli ·
 Nationale Sluitingsprijs ·
 Chrono des Nations